# Mitologia węgierska
Mitologia węgierska – wierzenia węgierskie sprzed przyjęcia chrześcijaństwa. Zawiera w sobie wszystkie mitologiczne koncepty, istoty oraz wyobrażenia odnoszące się do powstania, budowy i funkcjonowania świata, które stanowiły część przeważnie jednolitych wierzeń.
Pewna część konceptów mitologii węgierskiej zachowała się w języku węgierskim, choć zazwyczaj w zmienionym znaczeniu, jak w przypadku demona lidérc. Inne składniki wierzeń wymieszały się z religiami, z którymi związek mieli Węgrzy – głównie z elementami chrześcijaństwa (jak na przykład słowo diabeł – ördög – czy określenie Matki Boskiej „Szczęśliwa Pani” – Boldogasszony).
Wedle dzisiejszej wiedzy religia węgierska sprzed czasów chrześcijaństwa była prawdopodobnie wzbogaconą o własne elementy odmianą religii pozostającej w związku ze zjawiskami znanymi jako szamanizm i tengryzm. Odnośnie do dokładnej natury i składników mitologii węgierskiej istnieje jednak mnóstwo teorii i przypuszczeń nie tylko w obrębie dyskusji naukowych, dlatego obecnie nie istnieje jednolity kanon dawnych węgierskich wierzeń ani mitologii. (Przyczynia się do tego również fakt, iż niektóre postaci i historie mogą różnić się od siebie bądź nawet wykluczać się wzajemnie w zależności od czasu i miejsca zebrania informacji). Według pewnych hipotez dawne wierzenia węgierskie w swej strukturze przypominały chrześcijaństwo, ale różniły się od niego zawartością.

## Struktura świata
W budowie świata mitologia węgierska wzoruje się na trójpoziomowym modelu szamanistycznym, wedle którego znana nam rzeczywistość materialna to tzw. świat środkowy, gdzie żyją ludzie, a poza nimi zamieszkujące ziemię istoty ponadnaturalne. Oprócz tego świata istnieje jeszcze tzw. świat wyższy (zewnętrzny), czyli świat dobrych duchów, a ponadto tzw. świat niższy (podziemny), czyli świat złych duchów. Podobnie jak w innych archaicznych konstrukcjach świata, w mitologii węgierskiej mitycznym lub świętym środkiem jest to, do czego odnosi się cała struktura świata. Zazwyczaj funkcję tę pełni symbol drzewa świata, drzewa sięgającego nieba, zwanego też bezwierzchołkowym drzewem.
W trójpoziomowym świecie zwykły człowiek żyje w świecie środkowym, ma natomiast potrzebę podtrzymywania więzi z bóstwami oraz potężniejszymi od niego istotami, żyjącymi poza światem materialnym. Kontakt między poziomami świata zapewnia wyznaczona do tego (przez bóstwo lub pochodzenie, na podstawie cech boskich, zmian cielesnych, zdolności) osoba – szaman lub táltos.

## Podtrzymywanie więzi z bóstwami
Do ludzi o ponadnaturalnych zdolnościach należeli szaman i táltos, którzy według pewnych interpretacji byli sobie tożsami, wedle innych táltos przypominał szamana, ale różnił się od niego pod wieloma względami.
Szaman i táltos byli wybierani, przeważnie na podstawie nakazu bóstwa. Ponadnaturalne znaki szczególne objawiały się zazwyczaj już przy narodzinach, na przykład rodzili się z większą liczbą kości (zębów, bądź z więcej niż dziesięcioma palcami). Táltos mógł urodzić się z gwiazdą na ramieniu, mógł mieć również złote zęby lub włosy (patrz: baśnie ludowe z Gömör).
Do przypisywanych szamanom i táltosom umiejętności należały:
- wróżenie
- wpływanie na pogodę, wywoływanie gradu lub burzy albo ich rozpraszanie
- táltosowie mogli walczyć w formie kręgów, czerwonych i niebieskich płomieni, siwych i gniadych ogierów, czerwonych i białych byków, by przemienić pogodę na dobrą lub złą. Niekiedy mistrzowie „międzyświatów” ruszali do boju także o panowanie nad światem.

## Istoty wyższego świata
Bóg (Isten) – centralna, stwórcza siła mitologii węgierskiej, zwany też Starym Bogiem (Öregisten), Bogiem Ojcem (Atyaisten), Dobrym Bogiem (Jóisten) lub Złotym Ojczulkiem (Aranyatyácska). Jego imiona wskazują na przypisywane mu cechy. W formie pierwotnej nie jest tożsamy z chrześcijańskim pojęciem Boga.
Szczęśliwa Pani (Boldogasszony) lub Wielka Szczęśliwa Pani – złożona postać mitologii węgierskiej, natomiast jej pochodzenie, funkcja i interpretacja rodzi dyskusje po dziś dzień. Przyczynia się do tego między innymi to, że do dwudziestego wieku postać Szczęśliwej Pani całkowicie zlała się z postacią Matki Boskiej.
- według pewnej grupy badaczy Szczęśliwa Pani i Wielka Szczęśliwa Pani określa tę samą postać, jest tożsama z postacią chrześcijańskiej Matki Bożej, elementem wywodzącym się prosto z chrześcijaństwa.
- według innych interpretacji Szczęśliwa Pani jest postacią mitologiczną istniejącą od czasów znacznie poprzedzających chrześcijaństwo. W życiu rodzin seklerskich i Czangów punkt przełomowy stanowi, gdy małe dziecko, wskazując księżyc, rozpoznaje Babbę Marię. Jej imię to znana w kręgu czangów z Gyimes bogini księżyca – nazywają księżyc Babbą Marią, światło księżyca „lampą Babby Marii”, rozrabiające dzieci straszą natomiast, że „zbije je Babba Maria”, pokazując przy tym księżyc. W religijności ludowej utożsamiono ją z Marią, matką Jezusa; wśród pogańskich Węgrów nowa wiara zbudowana została na starej. Chrześcijańska Maria Dziewica określana jest Szczęśliwą Panią tylko u Węgrów, nie jest to więc powszechny chrześcijański element, ale raczej pewna część dalej żyjących dawnych wierzeń węgierskich, uzupełnionych o elementy chrześcijańskie.
- może być także mowa o dwóch różnych postaciach. Między Wielką Szczęśliwą Panią a Szczęśliwą Panią podejrzewa się również stosunek matka-córka.
- istnieją też teorie, wedle których Szczęśliwa Pani łączy się z buddyjskimi bodhisattwami.
- jej pierwotne imię z wielkim prawdopodobieństwem mogło brzmieć Babba (w okolicy Gyimes także dziś żyje ta tradycja). U Czangów jeszcze dziś istnieje zwyczaj, że w poranek przed zielonoświątkową procesją w Csíksomlyó wygląda się wschodzącego słońca (modli się o nie) z należącej do Szczęśliwej Pani góry Kis-Somlyó. Uważano, że jest Babbą, że to w niej mieszka Babba.
- możliwe jest także stepowe pochodzenie Babby, a nawet huńskie (gdyż u Hunów bardzo popularny był kult matki).

Matka Wichrów (Szélanya) – staruszka zamieszkująca między gałęziami drzewa świata, która wypuszcza wichry ze swojej jaskini.

## Istoty środkowego świata
Wróżki (tündérek) – niezwykle piękne istoty płci żeńskiej. Ich nazwa pochodzi prawdopodobnie od węgierskiego czasownika tündököl, oznaczającego „wabić, uwodzić”. Mogą żyć w miejscach spoza świata, między innymi w podwodnych pałacach. Według niektórych podań wróżki mieszkały dawniej na Wyspie Żytniej.
Szépasszony – krąg wierzeń dotyczących tej postaci jest pokrewny działalności czarownic, mimo to uznaje się ją za osobną istotę mitologiczną; jej funkcje wychodzą poza szeroki zakres działań czarownicy. Według wierzeń ludowych porywała nowo narodzone dzieci, uwodziła mężczyzn, spółkowała z diabłem. W przeciwieństwie do wróżki dokonywała tylko złych czynów.
Czarownica (boszorkány) – przeciwieństwo wróżki, ukazane w formie szkaradnej starej kobiety, Baby Jagi.
Smok (sárkány) – podobnie jak bałkańskie formy smoków, jest przede wszystkim demonem pogody, wywołuje między innymi grad. Uznawano, że smoki powstają z takich węży i ryb, które przez 7 lat żyją w bagnach. Walka ze smokiem należała do zadań táltosa, ale nie na płaszczyźnie świata materialnego, lecz na płaszczyźnie symbolicznej, duchowej. W opowieściach o walkach ze smokami táltos wznosi się do nieba, by spomiędzy chmur pokonać smoka – i przegnać tym samym niepogodę.
Garabonciás – człowiek o ponadnaturalnej mocy, który podobnie jak táltos rodzi się z większą liczbą zębów. Odziany w obdarty płaszcz, z książką w ręku puka od domu do domu i prosi o mleko lub jajka. Trzeba postawić przed nim pełen dzbanek; jeśli ktoś wyprze się posiadania mleka, garabonciás orzeka, że jest ono wśród dobytku i grozi słowami: „dałbyś później, ale będzie już za późno”. Jako karę sprowadza grad lub burzę, albo „wyczytuje” z książki smoka i jeździ na nim ponad wsią. Długi ogon smoka zmiata dachy domów, drzewa natomiast wyrywa z korzeniami. Z pomocą swej magicznej księgi jest w stanie unieść się w powietrze. Wkłada pod język mięso smoka – nie czuje wtedy żaru, przebywając w pobliżu słońca. Przed garabonciásem broniono się biciem dzwonów.
Lidérc, znany też jako lúdvérc (ale pochodzenie imienia tej istoty nie jest znane) – postać niezwykle złożona, tymczasem dwudziestowieczny folklor zachował już tylko jej pozostałości – w formie nieprzyjaznego demona bądź komicznej kury. Według starych ludowych wierzeń węgierskich lidérc siada na człowieku, poddusza go, wysysa mleko z kobiecych piersi, a czasem ssie również krew. (Błędnie utożsamia się go tylko ze słowiańskim ognikiem – zakres działania lidérca był znacznie szerszy – wchodził również w kompetencje zmory i wampira, jak widać powyżej).
Lüdérc – biorąc pod uwagę całość dawnych wierzeń węgierskich, wyróżnia się przynajmniej trzy jego cechy: pojawianie się w formie płomienia, właściwości seksualne, a także charakter ducha pomocniczego. Lüdérc to demon seksualny, utrzymujący stosunki z przeciwną płcią; zazwyczaj jest płci męskiej, ale może być również kobietą. Schodząc na ziemię, przybiera ludzką postać (przeważnie przychodzi w formie dawnego kochanka lub zmarłego małżonka).
Markoláb – mityczna istota pożerająca ciała niebieskie. Przypisywano jej zaćmienie Słońca bądź księżyca.
Pozostałe istoty środkowego świata
Niezwykle częste w mitach węgierskich mityczne zwierzęta, między innymi:
- turul – mityczny ptak, prawdopodobnie raróg lub sokół, który miał przyprowadzić lud Madziarów w miejsce obecnych Węgier
- gryf
- cudowny jeleń
- biały koń
- gobliny (manók) i krasnoludki (törpék) – istoty o niskim wzroście, silne, długowłose i z długimi brodami
- olbrzymy – istoty o potężnej sylwetce, żyjące na krańcach świata

## Istoty niższego świata
Diabeł (Ördög) – jest przeciwieństwem Boga, początkowo był podstawowym symbolem ciemności i zła, później jego rolę i cechy kształtowała mitologia chrześcijańska. W niektórych wersjach mitów Bóg i Diabeł wspólnie wykształcają świat podczas stworzenia.
W tradycji táltosów z regionu Rábaköz Diabeł występuje jako duch ochraniający (węg. őr – strzec, chronić), który pomaga ludziom, może ich też bronić, ale niekiedy przeszkadza i sprowadza kłopoty.
Upiory (kísértetek) – duchy i upiory znacząco nabrały znaczenia po przyjęciu chrześcijaństwa. W dawnych podaniach wraz z duszami oznaczały zmartwychwstałych zmarłych.
Demony chorób
Medycyna i wierzenia ludowe ciasno się ze sobą splatały.
- Szlag (Guta) – demon odpowiedzialny za udary mózgu, czasem też zawały
- Choroba (Nyavalya) – demon odpowiedzialny za epilepsję, jego imię stosowano często jako podsumowanie wszelkich chorób
- Jaszczurka (Gyík) – demon odpowiedzialny za błonicę i ból gardła
- Ogień świętego Antoniego (Szentantaltüze) – duch odpowiedzialny za różę, wysypki, stany gorączkowe
- Licho (Fene) – demon odpowiedzialny za choroby nowotworowe
- Pomór (Döghalál) – demon dżumy lub cholery
- Urok (Igézet) – demon bólu głowy i gorączki
- Strach (Ijedtség) – demon rozmaitych chorób psychicznych
- Gruczoł (Mirigy)

Pozostałe demony
- Mumus, Bubus – duch straszący małe dzieci, odpowiednik słowiańskiego Bobo
- Mókár – demon podobny do Mumusa
- Huskotabagó – straszący demon, występuje głównie w regionie lasu bakońskiego

## Zwierzęta w mitologii węgierskiej
Pies – uważany był za istotę chtoniczną, przewodnika dusz w zaświaty. Psy pośredniczyły między ziemią a niebem, broniły przed duszami zmarłych, odprowadzały w zaświaty. Węgierska tradycja ludowa przechowała zwyczaj grzebania psa w ziemi podczas suszy, by dobiegła wreszcie końca.
Jeleń – przez swoje co roku zrzucane i odrastające poroże stał się uniwersalnym symbolem: znakiem wiecznej odnowy, ponownego narodzenia, słońca, a także Chrystusa. Symbolizował również długie życie, nieśmiertelność, bogactwo i płodność.
Koń – dawni Węgrzy uważali białego konia za zwierzę święte. Táltos składał z niego ofiarę na stosie. Kiedy umierał jeździec, konia chowano wraz z nim.
Wilk – prowadząc nomadyczny tryb życia, przodkowie Węgrów wielokrotnie spotykali się z wilkami i przypisali im niezliczone negatywne i diabelskie określenia.